# Евнух (Менандр)
«Евнух» (др.-греч. Εὐνοῦχος) — комедия древнегреческого драматурга Менандра (IV—III века до н. э.), текст которой сохранился фрагментарно в виде ряда цитат, приведённых другими античными авторами. Время написания и постановки пьесы неизвестны.
Латинскую переработку пьесы создал в 163 году до н. э. Теренций, использовавший ещё и две сцены из комедии Менандра «Льстец».